# Nederlands Hervormde kerk (Lopik)
De Nederlands Hervormde kerk aan de Dorpsstraat 32 in Lopik is een rijksmonument in de Nederlandse provincie Utrecht.
De kruiskerk werd gebouwd tussen 1464-1469 op de plaats van een oudere kerk. De aangetroffen sporen van een bouwtrant uit de 10de en 12de eeuw in de ondermuren van het koor wijzen op een oude hofkapel. Het oorspronkelijke kerkgebouw was naar het westen een travee langer en had toen een bijna 48 meter hoge toren. De kerk was gewijd aan St. Salvator, de Heilige Verlosser. De Lopikse parochie strekte zich in 1313 uit van het Klaphek bij Vreeswijk tot aan Zevender (bij Schoonhoven). Er werd dan ook een grote kerk gebouwd van 40 meter lengte. Het koor was ruim 10 meter lang en 7 meter breed. Het kruis was 5 ½ meter bij 18 meter, terwijl het 20 meter lange schip een breedte van 10 meter had. De tegenwoordige westgevel met toren dateert uit 1818. De kerk wordt in 2019 gebruikt door een Hervormde gemeente met Gereformeerde Bond signatuur.
Een houten schot scheidt het koor van de rest van de kerk. De kerk heeft houten gewelven. In de kerk bevinden zich een geschilderd koorschot, een preekstoel en een doophek uit ongeveer 1700. De koperen doopbekkenhouder en drie koperen lichtkroontjes dateren uit de 18e eeuw. Het orgel uit ongeveer 1860 staat in het noordertransept, in het zuidertransept staat een herenbank. De klok uit 1562 van J. Moer in de klokkenstoel heeft een doorsnede van 99,8 cm. en werd in het verleden ook gebruikt bij overstromingen.